# Fissidens strictus
Fissidens strictus är en bladmossart som beskrevs av W. J. Hooker och William M. Wilson 1859. Fissidens strictus ingår i släktet fickmossor, och familjen Fissidentaceae. Inga underarter finns listade i Catalogue of Life.